# Ophthalmotilapia heterodonta
Ophthalmotilapia heterodonta är en fiskart som först beskrevs av Max Poll och Hubert Matthes 1962.  Ophthalmotilapia heterodonta ingår i släktet Ophthalmotilapia och familjen Cichlidae. IUCN kategoriserar arten globalt som livskraftig. Inga underarter finns listade i Catalogue of Life.